# Drama social

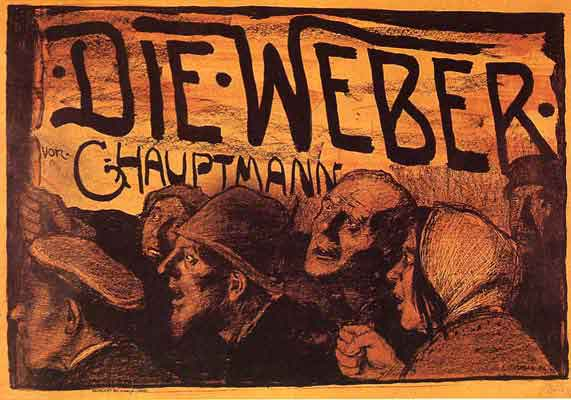
Cartel de Los tejedores (1892) de Gerhart Hauptmann, primer drama social moderno, por Emil Orlík.

El drama social es un subgénero teatral en el que un grupo oprimido de personas se levanta contra la arbitrariedad de la tiranía.

## Origen y desarrollo

### Antecedentes
Sus orígenes en España se encuentran en los Siglos de Oro. El crítico Francisco García Pavón afirmaba que Fuenteovejuna de Lope de Vega podía considerarse el primer drama social propiamente dicho, pero su forma está más bien vinculada a los primeros movimientos revolucionarios, a la presencia de la llamada cuestión social, a la lucha de clases y a las primeras reivindicaciones obreras de fines del siglo XIX. Un indudable precursor es, sin duda, Félix Mejía, el carbonario editor de El Zurriago (1821-1823), quien empezó escribiendo piezas cortas de figurón político y de denuncia social en este semanario y siguió luego con denuncias de la tiranía como La muerte de Riego, compuesta en el exilio (Filadelfia, 1824), La Pola (Guatemala, 1828) o La Suiza libre o Los carbonarios (Madrid, 1846), entre otras.
Iris M. Zavala señala además La patria sin patriotas, o el cortijo revuelto (1843), de Francisco Robello y Vasconi, Los misterios de Madrid (1845), de Carlos García Doncel y Luis Olone, Mauricio el republicano (1848), de Ramón de Navarrete, Nobleza republicana (1848), de Francisco de Paula Montemar, Juan sin tierra (1848), de José María Díaz, Clases pasivas (1849), de Antonio Marín y Gutiérrez y La prensa libre (1844), de Francisco Navarro Villoslada

### Inicio
Una obra como Los tejedores (1892) del dramaturgo naturalista alemán Gerhart Hauptmann se suele considerar la primera muestra de este subgénero, que enseguida encontró eco en España, donde fue adaptada a iniciativa de José Echegaray por José Francos Rodríguez y Félix González Llana y estrenada en 1894 con el título de El pan del pobre, con cambios significativos en virtud de los cuales el agrio conflicto entre trabajadores y patronos acaba casi reducido a un melodrama entre un patrono opresor y su hijo natural, al que aquel, sin saberlo, da muerte. 
La Dolores (1892), de José Feliú y Codina, inspirada en una famosa copla popular, pone las bases del drama social. En marzo de 1895 se estrena Teresa, de Leopoldo Alas "Clarín", en que aparece el mundo de la minería asturiana bajo tintes conflictivos y sentimentales. A los pocos meses aparece la que se tiene como obra fundamental del género en España, el Juan José (1895) de Joaquín Dicenta, al que siguieron El señor feudal (1896) y, sobre todo, Aurora (1900), obras en que, sin embargo, los conflictos sociales quedan siempre impregnados de elementos melodramáticos y folletinescos. Otros dramaturgos que siguieron en este empeño fueron Federico Oliver (1873-1957) con Los semidioses (1914), drama de la emigración andaluza y denuncia en clave reformista de ciertos aspectos propios de la España negra, como la adicción a los toros. Otros dramas donde lo rural y lo social se combinan a partes iguales son los de José López Pinillos (1875-1922), más conocido como "Pármeno" y asiduo cultivador del drama rural: La tierra (1921) o Esclavitud (1918).

### sigloXX
En la década de 1920 se intensifica la preocupación social en dramaturgos de filiación socialista como Marcelino Domingo (Juan sin Tierra) y Luis Araquistáin (El coloso de arcilla). Después habrá que esperar a la llegada de Antonio Buero Vallejo para encontrarnos con dramas que, por su constitución coral y la denuncia de problemas sociales, merezcan este nombre; así puede considerarse buena parte del teatro del Neorrealismo con Buero a la cabeza (Historia de una escalera, Hoy es fiesta), seguido por Alfonso Sastre (La cornada, La mordaza), Rodríguez Méndez (Los inocentes de la Moncloa), José Martín Recuerda (El Cristo) y sobre todo Lauro Olmo, quien con La camisa entronca con las raíces del género.

## Crítica
La escritora anarquista Emma Goldman ha estudiado este tipo de teatro en su The Social Significance of the Modern Drama (1914) en cuanto a algunos de los autores europeos de entonces: Henrik Ibsen, August Strindberg, Hermann Sudermann, Gerhart Hauptmann, Frank Wedekind, Maurice Maeterlinck, Edmond Rostand, Brieux, George Bernard Shaw, John Galsworthy, Stanley Houghton, Githa Sowerby, William Butler Yeats, Lennox Robinson, T. G. Murray, León Tolstoy, Anton Chejov, Maxim Gorki y Leonid Andreyev.